# Lipoblastoma
El lipoblastoma es un tipo de tumor graso subcutáneo benigno.
Los tipos incluyen:
- Lipoblastomatosis benigna, es un tumor, también conocido como lipoma embrionario, el cual normalmente ocurre en niños por debajo de los tres años. Es el tumor  de las células grasas pardas.
- Lipoblastoma mixoide, se trata de una condición cutánea caracterizada por exceso de  mucina .